# Lasiopetalum behrii
Lasiopetalum behrii är en malvaväxtart som beskrevs av F. Muell. Lasiopetalum behrii ingår i släktet Lasiopetalum och familjen malvaväxter. Inga underarter finns listade i Catalogue of Life.

## Bildgalleri

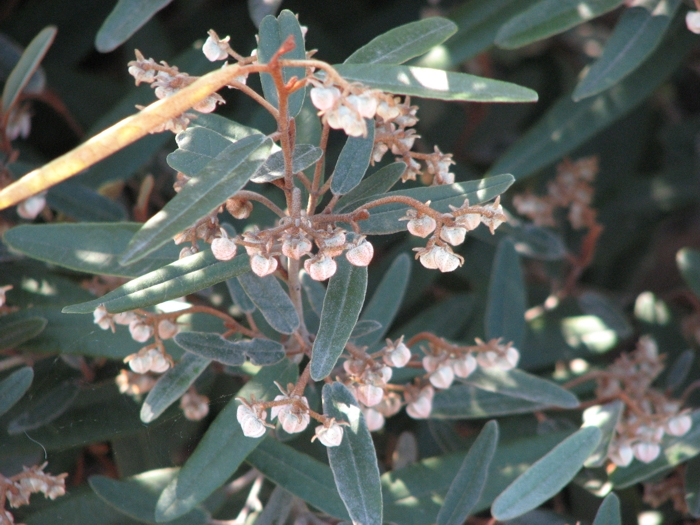